# Quách Hạc Niên
Quách Hạc Niên (Robert Kuok) là người giàu nhất Đông Nam Á theo xếp hạng của tạp chí Forbes 2011 với tổng tài sản 12,5 tỉ USD, tỉ phú Quách Hạc Niên người Malaysia (gốc Hoa) rất ít khi xuất hiện trước báo chí.
Quách Hạc Niên có thể chính là người đã mua chiếc du thuyền đắt nhất thế giới với giá 4,8 tỉ USD, đắt gấp 10 lần du thuyền Eclipse của tỉ phú người Nga Roman Abramovitch.
Ông Quách Hạc Niên sinh năm 1923. Những năm 1970, tỉ phú này được coi là "Vua đường châu Á". Tiếp đó, ông lấn sân sang các lĩnh vực khác như dầu cọ, hóa chất, vận tải biển, bất động sản… Hiện tại, ông là người sở hữu chuỗi khách sạn 5 sao Shangri-La, với nhiều khách sạn khắp Đông Nam Á và là ông chủ của Trung tâm Thương mại World Trade Center ở Bắc Kinh.
Khi còn trẻ, Quách Hạc Niên đã rất năng động và cũng có phần liều lĩnh trong kinh doanh. Đó là một trong những nhân tố giúp ông giàu lên nhanh chóng. Tuy vậy, ông vẫn có những tính toán rất thận trọng và có tầm nhìn xa. Không chỉ đầu tư trong lĩnh vực khách sạn, Quách Hạc Niên còn muốn phân tán hơn nữa các khoản đầu tư của mình. Chính vì vậy mới có chuyện, Quách Hạc Niên đầu tư không ít tài sản vào các lĩnh vực truyền thông, vận tải biển, vận tài hàng không.
Cụ thể, năm 1995, Quách Hạc Niên cùng nhà đầu tư Roberto Ongoing bỏ ra mỗi người 50% vốn để mua lại tập đoàn La Flor de la Isabela sắp phá sản của Philippines. Đây là tập đoàn sản xuất thuốc lá rất lớn và nổi tiếng ở Philippines. Vì thế, trong lĩnh vực thuốc lá và xì gà, gọi ông Kuok là ông trùm thì cũng không có gì là quá.
Có tin cho rằng tỉ phú giàu nhất Đông Nam Á này chính là người đã bỏ ra 4,8 tỉ USD để mua một chiếc du thuyền bằng vàng. Giá trị của chiếc du thuyền này đắt gấp 10 lần so với du thuyền Eclipse của tỉ phú người Nga Roman Abramovich. Đã từng có thời điểm Eclipse chính là chiếc du thuyền đắt nhất thế giới.
Nếu việc mua du thuyền với giá 4,8 tỉ USD là sự thật thì người giàu nhất Đông Nam Á đã bỏ ra hơn 1/3 số tài sản của mình để mua du thuyền đó.
Kuok là tỉ phú tự lập và giàu nhất Đông Nam Á. Ông là người thành lập tập đoàn Kuok với hệ thống nhiều công ty ở Hong Kong, Singapore và Malaysia.
Ông mua lại tờ South China Morning Post, tờ báo có tiếng nói mạnh trong cả khu vực Đông Nam Á từ ông trùm truyền thông Robert Murdoch năm 1993.
Ông thu nguồn lợi lớn từ Wilmar, công ty về dầu cọ hàng đầu thế giới.
Quách Hạc Niên nổi danh với vai trò là chủ sở hữu cả tập đoàn khách sạn Shangri-La lừng danh mà người con trai cả của ông, Eward Kuok, đang làm Chủ tịch Hội đồng quản trị.
Sân golf 9 lỗ của tỉ phú Kuok tại Hong Kong.
Năm 2002, ông Kuok nghỉ hưu. Ông có 2 đời vợ, 8 người con. Các con của ông giờ giúp ông điều hành các công ty.
Tỉ phú Kuok có thể chính là người mua du thuyền đắt nhất thế giới trị giá 4,8 tỉ USD.